# برايان إلينغتون
برايان إلينغتون (بالإنجليزية: Brian Ellington)‏ هو لاعب كرة قاعدة أمريكي، ولد في 4 أغسطس 1990 في غينزفيل في الولايات المتحدة.

## وصلات خارجية
- برايان إلينغتون على موقع دوري كرة القاعدة الرئيسي (الإنجليزية)
- برايان إلينغتون على موقعبيزبول رفرنس.كوم (الدوري الرئيسي) (الإنجليزية)
- برايان إلينغتون على موقعبيزبول رفرنس.كوم (الدوري الثانوي) (الإنجليزية)
- برايان إلينغتون على موقع إي إس بي إن.كوم (أم.أل.بي) (الإنجليزية)
- برايان إلينغتون على موقع مشجعي الرسوم البيانية (الإنجليزية)